# Говард Фаст
Говард Мелвін Фаст (англ. Howard Melvin Fast, 11 листопада 1914, Нью-Йорк — 12 березня 2003) — американський письменник, громадський діяч.

## Життєпис
17-літнім Фаст опублікував своє перше фантастичне оповідання «Фіолетовий гнів». 1933 року з'явився його перший роман «Дві долини». Потім — «Дивне вчора», «Місце в місті». Дослідники творчості Фаста виділяють як успішні романи «Громадянин Том Пейн» (1943) та «Дорога свободи» (1944).
Під час 2-ї Світової війни працював у пресслужбі міністерства оборони США. Пізніше — воєнним кореспондентом на Далекосхідному театрі військових дій. 1944 року вступив до компартії США, через що йому довелося надалі публікуватися під псевдонімом.
1953 року став лауреатом Сталінської премії «За зміцнення миру між народами». Письменник потрапив до тих прозаїків, чиї книги видавалися в СРСР масовими тиражами.
Переломним у його житті став 1956 рік — розгром угорських народних протестів й окупація Угорщини військами Радянського Союзу.
Фаст на знак протесту вийшов з компартії США, після чого в СРСР його відразу забули, а книги його були заборонені (проте «лівим» Фаст не перестав бути, але тепер він віддавав свої світоглядні симпатії соціал-демократам. 1990 року Фаст видав спогади «Бути червоним»).
1957 року письменник розповів про свої стосунки з «ліваками» в книзі «Оголений Бог: письменник і компартія».
1960 року Стенлі Кубрик зняв відомий фільм за романом Фаста «Спартак» із Кірком Дугласом у головній ролі.
В останній період свого творчого життя Фаст створив цикл історико-політичних романів, зокрема, «Іммігранти» (1977), «Друге покоління» (1978), «Істеблішмент» (1979), «Вигнанець» (1984), «Донька іммігранта» (1985). Останній роман за життя письменника побачив світ 2000 року — він називався «Гринвіч».